# 藤村有弘
藤村 有弘（ふじむら ありひろ、1934年〈昭和9年〉3月6日 - 1982年〈昭和57年〉3月16日）は、日本のコメディアン・俳優・声優。東京府東京市神田区（現：東京都千代田区神田）出身。

## 来歴・人物
幼少期より芸能活動を行い、俳優・千葉信男の付き人を務めていたこともあった。喜劇役者として映画などで個性的な役柄を演じたほか、『ひょっこりひょうたん島』（NHK総合）のドン・ガバチョの声（初代）や「インチキ外国語」で一世を風靡した。日本のお笑い史にも軌跡を残し、“バンサ”の愛称で知られる。
ドン・ガバチョのつぶやき声である「ブフブハ」、笑い声の「ハタハッハ」は「誤記」された台本をそのまま読んだことから、またトラヒゲを「トラどん」とアドリブで言ったところスタッフに受けたため採用されたものである。
トニー谷のトニングリッシュに続く「インチキ外国語芸」の使い手であり、特に協和語を多用したインチキ中国語はフジテレビ『新春かくし芸大会』の中国語劇のナレーションとして定番であった。また、時にアクション映画で中国人ギャング役を演じることもあった。
趣味はアマチュア無線で、当時のコールサインはJH1BAN（今は別人に割り当て済み）。著名人であることから郵政省電波監理局が愛称にちなみ便宜を図ったようだが、真相は明らかにされていない。
1982年（昭和57年）3月10日に風邪ぎみになり、同年3月13日、レギュラーパーソナリティーとして出演していた静岡放送（SBSラジオ）の生放送ラジオ番組『藤村有弘の東海道それゆけ4時間』の放送終了後に緊急入院した。その後の診断で原因がかねてからの持病だった糖尿病の悪化によるものと判明したため、主治医の勧めで3月15日夜に戸塚共立第2病院に転院したが、緊急入院からわずか3日後の3月16日午後5時35分に糖尿病性昏睡のため死去。48歳没。その日に放送された『なるほど!ザ・ワールド』（フジテレビ系）が最後の出演だった。普段の生活ではゲイであることを公言しており、葬儀のスピーチで友人の大橋巨泉は「バンサは彼がゲイである事を隠さなかった。しかし日本にはまだ同性愛者に対する強い偏見がある。だからボクは今夜、藤村有弘を立派な同性愛者として送ってやりたい」と述べた。
一般社団法人映像コンテンツ権利処理機構においては不明権利者とされている。

## 後任
藤村の死後、持ち役を引き継いだ人物は以下の通り。
- 名古屋章（『ひょっこりひょうたん島』リメイク版：ドン・ガバチョ役）[注釈 1]

## 出演歴

### 映画
- 新妻の実力行使（1957年、新東宝）
- 駅前旅館（1958年、東宝）
- 美しい庵主さん（1958年、日活）
- 爆笑 水戸黄門漫遊記（1959年、東宝） - 嵐藤十郎
- サザエさんの新婚家庭（1959年、東宝）
- 銀座旋風児（1959年、日活）
- 可愛い花（1959年、日活） - 秘書課長
- 浮氣の季節（浮気の季節）（1959年、日活）
- 大学の暴れん坊（1959年、日活）
- おヤエのあんま天国（1959年、日活）
- おヤエの女中と幽霊（1959年、日活）
- おヤエの女中の大将（1959年、日活）
- おヤエの初恋先生（1959年、日活）
- おヤエの身替り女中（1959年、日活）
- おヤエのもぐり医者（1959年、日活）
- 不道徳教育講座（1959年、日活）
- 疾風小僧（1960年、日活）
- 大暴れ風来坊（1960年、日活）
- 英雄候補生（1960年、日活）
- 東京の暴れん坊（1960年、日活）
- あした晴れるか（1960年、日活）
- 天下を取る（1960年、日活）
- 六三制愚連隊（1960年、日活）
- 若い突風（1960年、日活）
- 錆びた鎖（1960年、日活）
- 男の怒りをぶちまけろ（1960年、日活）
- 拳銃無頼帖 抜き射ちの竜（1960年、日活）
- 拳銃無頼帖 電光石火の男（1960年、日活）
- 拳銃無頼帖 不敵に笑う男（1960年、日活）
- 拳銃無頼帖 明日なき男（1960年、日活）
- 助っ人稼業（1961年、日活）
- でかんしょ風来坊（1961年、日活）
- 波涛を越える渡り鳥（1961年、日活）
- 大海原を行く渡り鳥（1961年、日活）
- 峠を渡る若い風（1961年、日活）
- 風に逆らう流れ者（1961年、日活）
- 海の勝負師（1961年、日活）
- 東京お転婆娘（1961年、日活）
- 堂堂たる人生（1961年、日活）
- セールスマン物語　男にゃ男の夢がある（1961年、日活）
- 太陽、海を染めるとき（1961年、日活）
- 俺は地獄へ行く（1961年、日活）
- お父ちゃんは大学生（1961年、日活）
- 三つの竜の刺青（1961年、日活）
- ヨットとお転婆野郎（1961年、日活）
- 明日が私に微笑みかける（1961年、日活）
- 太陽、海を染めるとき（1961年、日活）
- 紅の拳銃（1961年、日活）
- 峠を渡る若い風（1961年、日活）
- 銀座ジャングル娘（1961年、日活）
- 母ぁちゃん、海が知ってるよ（1961年、日活）
- 海峡血に染めて（1961年、日活）
- カミナリお転婆娘（1961年、日活）
- メキシコ無宿（1962年、日活）
- 抜き射ち風来坊（1962年、日活）
- 二階堂卓也 銀座無頼帖 帰ってきた旋風児（1962年、日活）
- 青い街の狼（1962年、日活）
- 危ないことなら銭になる（1962年、日活）
- 気まぐれ渡世（1962年、日活）
- 歌う暴れん坊（1962年、日活）
- 青年の椅子（1962年、日活）
- 車掌物語　旅は道づれ（1962年、日活）
- 地獄の夜は真紅だぜ（1962年、日活）
- 燃える南十字星（1962年、日活）
- ポンコツおやじ（1962年、日活）
- 英語に弱い男　東は東西は西（1962年、日活）
- 青い山脈（1963年、日活）
- 銀座の次郎長（1963年、日活）
- 銀座の次郎長　天下の一大事（1963年、日活）
- 風が呼んでる旋風児　銀座無頼帖（1963年、日活）
- 探偵事務所23　銭と女に弱い男（1963年、日活）
- 美しい暦（1963年、日活）
- 結婚作戦（1963年、日活）
- 赤い靴とろくでなし（1963年、日活）
- 悪名高きろくでなし（1963年、日活）
- 海の鷹（1963年、日活）
- 霧に消えた人（1963年、日活）
- 示談屋（1963年、日活）
- 都会の奔流（1963年、日活）
- 俺は地獄の部隊長（1963年、日活）
- 若旦那日本晴れ（1963年、日活）
- 君も出世ができる（1964年、東宝） - 東和観光総務部長
- うず潮（1964年、日活）
- 大日本コソ泥伝（1964年、日活）
- こんにちは赤ちゃん（1964年、日活）
- 人間に賭けるな（1964年、日活）
- 抜き射ちの竜　拳銃の歌（1964年、日活）
- 浅草の灯 踊子物語（1964年、日活）
- 噂の風来坊（1964年、日活）
- 大日本ハッタリ伝（1965年、日活）
- 夜明けのうた（1965年、日活）
- 意気に感ず（1965年、日活）
- 拳銃野郎（1965年、日活）
- 現代悪党仁義（1965年、日活）
- 青春のお通り（1965年、日活）- 浪花秀介
- 青春のお通り　愛して泣いて突っ走れ！（1966年、日活）
- 坊っちゃん（1966年、松竹） - 吉川
- 日本一のゴリガン男（1966年、東宝）
- シンガポールの夜は更けて（1967年、松竹）
- 日本一の男の中の男（1967年、東宝）
- とむらい師たち（1968年） - ジャッカン
- ドリフターズですよ!盗って盗って盗りまくれ（1968年、東宝）
- ドリフターズですよ!冒険冒険また冒険（1968年、東宝）
- 不良番長（1968年、東映）
- ザ・タイガース 華やかなる招待（1968年、東宝） - 江藤校長
- クレージーの大爆発（1969年、東宝）
- 喜劇 逆転旅行（1969年、松竹）
- 野蛮人のネクタイ（1969年、日活）
- 三匹の牝蜂（1970年、東映）
- ピンキーとキラーズの恋の大冒険（1970年、東宝）
- ハレンチ学園 身体検査の巻（1970年、日活）
- シルクハットの大親分 ちょび髭の熊（1970年、東映）
- 喜劇 三億円大作戦（1971年、東宝）
- おくさまは18才 新婚教室（1971年、東宝）
- 夜の女狩り（1972年、東映）
- 喜劇 泥棒大家族 天下を盗る（1972年、東宝） - 大門米太郎
- としごろ（1973年、松竹）
- 大事件だよ全員集合!!（1973年、松竹）
- ルパン三世 念力珍作戦（1974年、東宝） - 警視総監
- わが道（1974年、近代映画協会） - 矢部事務員
- がんばれ!若大将（1975年、東宝）
- おしゃれ大作戦（1976年、東宝）
- 竹山ひとり旅（1977年、独立映画センター）
- トラック野郎・度胸一番星（1977年、東映）
- すっかり…その気で!（1981年、東宝）

### テレビドラマ
- OK横丁に集まれ(1957年10月-1960年７月、NTV)
- 吾輩は猫である（1958年、NTV）
- セールスマン水滸伝（1959年 - 1961年、フジテレビ）※第26回まで主演を務め第27回より渥美清に交代した
- 若い季節（1961年 - 1964年、NHK総合）
- お気に召すまま（1962年、NETテレビ）
  - 第8話「生活の知恵」
  - 第15回「友遠方より来たる」
- コメディ フランキーズ（1963年、TBS）
- エプロンおばさん第一期（1963年 - 1965年、NTV） - 敷金なし（エプロンおばさん）
- ザ・ガードマン（大映テレビ室 / TBS）
  - 第16話「ガードマンを罠にかけろ」（1965年）
  - 第236話「喜劇・いらっしゃいませ集団万引様」（1969年）
  - 第254話「マンションは女の戦場」（1970年）　
  - 第312話「女と男のズッコケ自動車レース」（1971年）　
  - 第345話「まあ恥ずかしい! スターの告白」（1971年）
  - 第348話「今晩ワ! 私は死のセールスマン」（1971年）
- 水戸黄門 第36話「どら猫と小判」（1965年、東伸テレビ映画 / TBS）※ブラザー劇場版
- 泣いてたまるか（1966年、国際放映 / TBS）
- あいつと私（1967年、NTV）
- エプロンおばさん 第二期（1967年 - 1968年、NTV） - 敷金なし（エプロンおばさん）
- 意地悪ばあさん 第3話「ネコの家出の巻」（1967年、C.A.L / YTV）
- エプロン父さん（1968年 - 1969年、TBS）
- 魔女はホットなお年頃（1970年、松竹 / MBS） - 鈴木院長
- 時間ですよ 第2シリーズ（1971年、TBS）
- なんたって18歳!（1971年 - 1972年、大映テレビ / TBS）
- シークレット部隊（1972年、大映テレビ / TBS）
  - 第4話「連休はハレンチ一家で大冒険」
  - 第26話「住宅ローン殺人事件」
- プレイガール（12ch / 東映）
  - 第190話「男泣かせの濡れた肌」（1972年） - 坪川
  - 第212話「真夜中の愛の狩人」（1973年） - 伴善平
- 気まぐれ指数 (1973年、NHK総合) - 牧野邦高
- 非情のライセンス 第1シリーズ 第38話「兇悪の虚栄」（1973年、東映 / NET） - 熊井平吾
- ニセモノご両親（1974年、大映テレビ / TBS）
- 連続テレビ小説　鳩子の海（1974年、NHK総合） - 児玉
- バーディ大作戦（東映 / TBS）
  - 第3話「ギャング対Gメン 盗聴作戦」（1974年）
  - 第21話「刑事ボロンボ 花嫁交換殺人事件」（1974年）
  - 第29話「浮気の計算書」 (1974年） - 双星運送社長
  - 第39話「連続殺人! 女の事件簿」（1975年） - 市村宏
- Gメン'75 第47話「終バスの女子高校生殺人事件」（1976年、東映 / TBS）−バス乗客のサラリーマンA
- ベルサイユのトラック姐ちゃん 第5話「ベルトラ姐ちゃん大奮闘」（1976年、東映 / NET）
- 水戸黄門（TBS / C.A.L）
  - 第7部 第8話「ちゃんの土俵入り -青森-」（1976年7月12日） - 呼び屋長十郎
  - 第9部 第4話「芝居になった悪い奴 -福島-」（1978年8月28日） - 伝兵衛
  - 第11部 第19話「馬に蹴られた悪企み -三国峠-」（1980年12月22日） - 伊兵衛
  - 第12部
    - 第11話「献上塩昆布にかけた意地 -大坂-」（1981年11月9日） - 嘉兵衛
    - 第23話「弥七を騙った悪い奴 -善光寺-」（1982年2月1日） - おさらば唐次
- 事件㊙︎お料理法（1977年、関西テレビ、宣弘社） - 原庄兵衛（城北署の刑事課長）
- 新・座頭市 第26話「鴉カァーと泣いて市が来た」（1977年、勝プロ / CX）
- 江戸を斬る（TBS / C.A.L）
  - 江戸を斬るII 第6話「濡れ鼠河内山宗春」（1975年） - 河内山宗春
  - 江戸を斬るIII 第20話「悪徳検校」（1977年）
  - 江戸を斬るIV（1979年）
    - 第9話「白洲で泣いた鬼婆」- 徳兵衛
    - 第17話「瑠璃玉の復讐」(1979年） - 大田主計

  - #江戸を斬るV 第12話「鍾馗人形殺人事件」（1980年）
- 気まぐれ天使（1977年、ユニオン映画 / NTV） - 人事部長
  - 第38話「友江とならばドコドコ迄も」
  - 第41話「社を捨てて、街に出よう」
- 達磨大助事件帳 第9話「夜明けの父娘」（1977年、前進座 / 国際放映 / ANB） - 与平
- 気まぐれ本格派 第18話「砂漠の墓に踊らされ」（1978年、ユニオン映画 / NTV）
- 透明ドリちゃん（1978年、東映 / ANB） - ガンバス大王
- 新幹線公安官 第2シリーズ 第3話「ハンカチを振る少女」（1978年、東映 / ANB）
- 江戸川乱歩の黄金仮面 妖精の美女（1978年、ANB） - 三好執事
- 白昼の死角（1979年、東映 / MBS） - 稲垣（新陽汽船専務）
- 探偵物語 第12話「誘拐」（1979年、東映ビデオ / NTV） - 高宮修
- 西遊記II 第16話「イカレた亭主の弟子入り志願」（1980年、国際放映 / NTV） - 李国方 / 妖怪が化けた李国方（二役）
- そば屋梅吉捕物帳 第20話「闇に笑うけしの花」（1980年、国際放映 / 12ch） - 望月平九郎
- 噂の刑事トミーとマツ（大映テレビ / TBS）
  - 第1シリーズ 第8話「きまった!トミーの投げ銭」（1979年） - 原田良平
  - 第1シリーズ 第42話「ゆきすぎ課長辞職! さて後任は?」（1980年） - 佐久間
  - 第2シリーズ 第1話「絶望! やっぱり駄目だこのコンビ」（1982年）
- 警視-K 第10話「いのち賭けのゲーム」（1980年、勝プロ / NTV） - 影山代議士
- 秘密のデカちゃん 第1話「秘密ヒミツ! 今夜の出来ごと」（1981年、大映テレビ / TBS） - 大山
- 大岡越前 第6部 第11話「江戸っ子駕籠」（1982年5月17日、TBS / C.A.L） - 巳之助
- 火曜サスペンス劇場 / 消えた蜜月（1982年、NTV）
- 土曜ワイド劇場（ANB）
  - 殺しの連鎖反応（1983年）
  - 松本清張の寒流（1983年）
  - 整形復顔の女（1983年）

### 吹き替え
- それ行けスマート（1969年 - 1970年、テレビ東京版） - マックスウェル・スマート（ドン・アダムズ）
- サイレンサー沈黙部隊（1971年、テレビ東京版） - マット・ヘルム（ディーン・マーティン）
- クルゾー警部（1973年、テレビ朝日版） - クルーゾー警部（アラン・アーキン）
- 大進撃（1974年、TBS版） - オーギュスタン・ブーヴェ（ブールヴィル）
- 素晴らしきヒコーキ野郎（1975年、日本テレビ版） - エミリオ・ポンティチェリ伯爵（アルベルト・ソルディ）※BD&DVD収録
- マペット・ショー - シャルル・アズナブール
- ミサイル珍道中 - チェスター（ボブ・ホープ）

### 人形劇
- チロリン村とくるみの木（1956年 - 1964年、NHK総合） - オンマのホワイト
- ひょっこりひょうたん島（1964年 - 1969年、NHK総合） - ドン・ガバチョ（初代）
- 空中都市008（1969年 - 1970年、NHK総合） - ワイズマン
- ネコジャラ市の11人（1970年 - 1973年、NHK総合） - バンチョ・ホーホケ卿
- 飛べ!孫悟空（1978年、TBS） - 成金親父
- プリンプリン物語（1979年、NHK総合） - ドン・ガバチョ
- 船乗りクプクプのぼうけん（1982年、NHK教育） - 船長

### 劇場アニメ
- サイボーグ009（1966年、東映動画） - 006[5]
- サイボーグ009 怪獣戦争（1967年、東映動画） - 006[6]
- ひょっこりひょうたん島（1967年、東映動画） - ドン・ガバチョ
- アンデルセン物語（1968年、東映動画） - 地方監督官[7]
- くるみ割り人形（1979年、サンリオ） - フランス風名士

### CM
- ナショナル　パナカラー（松下電器産業） - マジックおじさん
- アラビヤン焼きそば（サンヨー食品）（インスタントラーメン）
- サラミート（元大）（かまぼこ）
- しんしん（漬物）
- 石田電材 (家電・電気資材)
- 三洋証券
- 日本通運 - ドン・ガバチョの声 ※ライブラリ出演
- みよしの（札幌を中心とした餃子とカレーのチェーン。藤村の死後もしばらく藤村を模した店員のイラストが使われた）

### バラエティ番組
- スピードゲーム （1958年、NTV） - 2代目司会[1]
- シャボン玉ホリデー（NTV）
- ただ今ヒット中!（12Ch）
- 地球大爆笑（朝日放送）
- クイズ・その手にのるナ!!（毎日放送）
- NTV紅白歌のベストテン（NTV）
- スター売ります!（NET）※砂塚秀夫に代わって司会を務めた

### ラジオ番組
- 藤村有弘のドライブ心理学（TBSラジオ）
- 藤村有弘の東海道それゆけ4時間（静岡放送）
- 東海ハイウェイ（東海ラジオ)
- ラジオ関西のナマナマ大放送（ラジオ関西）[8][9]
- 土曜の夜のふたり（エフエム東京）

### ラジオドラマ
- モグッチョチビッチョこんにちは（1963年、NHKラジオ第1） - 語り

### その他
- NHK紅白歌合戦（NHK総合・ラジオ第1）
  - 第16回（1965年）※応援として出演
  - 第24回（1973年）※『お笑いオンステージ』の面々と共に白組応援団長・三波伸介の応援で登場
- 世界の国千一夜（1976年頃）※ナレーション
- サウンド・オブ・ミュージック（1980年、中日劇場）
- その他、博品館劇場の公演にも多数出演した